# Bert Lindsay
Leslie Bertrand "Bert" Lindsay, född 23 juli 1881 i Belwood i West Garafraxa Township i Ontario, död 11 november 1960 i Sarnia i Ontario, var en kanadensisk professionell ishockeymålvakt. Bert Lindsay spelade för bland annat Renfrew Creamery Kings i NHA, Victoria Senators och Victoria Aristocrats i PCHA, Montreal Wanderers i NHA och NHL samt för Toronto Arenas i NHL.
Bert Lindsays son Ted Lindsay spelade i NHL för Detroit Red Wings och Chicago Black Hawks och är medlem av Hockey Hall of Fame.

## Statistik
UOVHL = Upper Ottawa Valley Hockey League, TPHL = Timiskaming Professional Hockey League, FAHL = Federal Amateur Hockey League, Trä. = Träningsmatcher

M = Matcher, V = Vinster, F = Förluster !! O = Oavgjorda !! Min. = Spelade minuter, IM = Insläppta mål, N = Hållna nollor, GIM = Genomsnitt insläppta mål per match
| 1903–04     | Guelph Nationals         | OHA Int.    | —  | —  | —  | — | —    | —   | — | —     | — | — | — | — | —   | —  | — | —    |
| 1904–05     |                          |             | —  | —  | —  | — | —    | —   | — | —     | — | — | — | — | —   | —  | — | —    |
| 1905–06     | Toronto Argonauts        | OHA Int.    | 1  | 1  | 0  | 0 | 60   | 4   | 0 | 4.00  | — | — | — | — | —   | —  | — | —    |
| 1906–07     | Renfrew Rivers           | UOVHL       | —  | —  | —  | — | —    | —   | — | —     | — | — | — | — | —   | —  | — | —    |
| 1906–07     | Latchford Pros           | TPHL        | —  | —  | —  | — | —    | —   | — | —     | — | — | — | — | —   | —  | — | —    |
| 1907–08     | Renfrew Creamery Kings   | UOVHL       | 4  | 4  | 0  | 0 | 240  | 16  | 0 | 4.00  | — | — | — | — | —   | —  | — | —    |
| 1908        | Brockville Invincibles   | FAHL        | 1  | 1  | 0  | 0 | 60   | 0   | 1 | 0.00  | — | — | — | — | —   | —  | — | —    |
| 1908–09     | Edmonton Professionals   | Trä.        | 3  | 3  | 0  | 0 | 180  | 10  | 0 | 3.33  | 2 | 1 | 1 | 0 | 120 | 13 | 0 | 6.50 |
| 1908–09     | Strathcona Professionals | Trä.        | 1  | 0  | 1  | 0 | 60   | 11  | 0 | 11.00 | — | — | — | — | —   | —  | — | —    |
| 1908–09     | Renfrew Creamery Kings   | FAHL        | 6  | 6  | 0  | 0 | 360  | 35  | 0 | 4.17  | — | — | — | — | —   | —  | — | —    |
| 1910        | Renfrew Creamery Kings   | NHA         | 12 | 8  | 3  | 1 | 730  | 54  | 0 | 4.44  | — | — | — | — | —   | —  | — | —    |
| 1910–11     | Renfrew Creamery Kings   | NHA         | 16 | 8  | 8  | 0 | 960  | 101 | 0 | 6.31  | — | — | — | — | —   | —  | — | —    |
| 1912        | Victoria Senators        | PCHA        | 16 | 7  | 9  | 0 | 975  | 90  | 0 | 5.54  | — | — | — | — | —   | —  | — | —    |
| 1912–13     | Victoria Senators        | PCHA        | 15 | 10 | 5  | 0 | 927  | 56  | 1 | 3.62  | — | — | — | — | —   | —  | — | —    |
| 1913–14     | Victoria Aristocrats     | PCHA        | 16 | 10 | 6  | 0 | 1005 | 80  | 0 | 4.78  | 3 | 0 | 3 | 0 | 195 | 13 | 0 | 4.00 |
| 1914–15     | Victoria Aristocrats     | PCHA        | 17 | 4  | 13 | 0 | 1054 | 116 | 0 | 6.60  | — | — | — | — | —   | —  | — | —    |
|             | PCHA All-Stars           | Trä.        | 2  | 0  | 2  | 0 | 120  | 12  | 0 | 6.00  | — | — | — | — | —   | —  | — | —    |
| 1915–16     | Montreal Wanderers       | NHA         | 23 | 10 | 13 | 0 | 1380 | 110 | 1 | 4.78  | — | — | — | — | —   | —  | — | —    |
| 1916–17     | Montreal Wanderers       | NHA         | 15 | 3  | 12 | 0 | 879  | 95  | 0 | 6.48  | — | — | — | — | —   | —  | — | —    |
| 1917–18     | Montreal Wanderers       | NHL         | 4  | 1  | 3  | 0 | 240  | 35  | 0 | 8.75  | — | — | — | — | —   | —  | — | —    |
| 1918–19     | Toronto Arenas           | NHL         | 16 | 5  | 11 | 0 | 998  | 83  | 0 | 4.99  | — | — | — | — | —   | —  | — | —    |
| NHA totalt  | NHA totalt               | NHA totalt  | 66 | 29 | 36 | 1 | 3949 | 360 | 1 | 5.50  | — | — | — | — | —   | —  | — | —    |
| PCHA totalt | PCHA totalt              | PCHA totalt | 64 | 31 | 33 | 0 | 3961 | 342 | 1 | 5.18  | 3 | 0 | 3 | 0 | 195 | 13 | 0 | 4.00 |
| NHL totalt  | NHL totalt               | NHL totalt  | 20 | 6  | 14 | 0 | 1238 | 118 | 0 | 5.72  | — | — | — | — | —   | —  | — | —    |